# Sunchon
Sunchon è una città della Corea del Nord, situata nella provincia dello Pyongan Meridionale.